# (523736) 2014 QA442
(523736) 2014 QA442 est un cubewano d'un diamètre estimé à environ 350 km, ce qui pourrait le qualifier comme candidat au statut de planète naine.

## Histoire
L'objet avait été découvert en 2010 et nommé 2010 TR19, il était alors considéré comme centaure.